# Операција Фолмонд
Према заповести штаба Трећег корпуса НОВЈ, три дивизије (16, 36. и 38.) кренуле су из шире области Шековића у наступање према Мајевици и Семберији. Као противмеру, штаб 13. СС дивизије покренуо је операцију Фолмонд у циљу заустављања и разбијања ових снага. На тај начин дошло је до судара концентрисаних јаких снага обеју страна у наступању. До најжешћег судара дошло је у месту Лопаре и околини. Током вечери 8. јуна јединице НОВЈ су разбиле делове 13. СС дивизије и заузеле Лопаре, а током следећег дана, након разбијања даљих делова 13. СС дивизије и артиљеријске положаје код места Заједница и Брезоваче.
Штаб 13. СС дивизије наредио је противнапад и поновно заузимање Лопара по сваку цену. 9. и 10. јун протекли су у енергичним нападима и противнападима обеју страна. У тим борбама Немци су имали високе губитке. Између осталих, погинули су хауптштурмфирер Дризнер, командант Првог батаљона 28. СС пука, и командир 10. чете 28. пука оберштурмфирер Ајден. Током послеподнева 10. јуна Немци су успели поново да заузму Лопаре, а затим и да овладају изгубљеним артиљеријским положајима код места Заједнице. Пошто нису могли да их извуку, партзани су заплењене хаубице приликом повлачења уништили.
Штаб 13. СС дивизије је ове борбе, односно операцију Фолмонд, представио као успех, иако је пријавио високе сопствене губитке од 822 борца (205 погинулих, 538 рањених и 89 несталих). Насупрот томе, аутор књиге о 13. СС дивизији Џорџ Лепре (Georg Lepre), борбу је представио као тежак ударац који је уздрмао дивизију, описавши је у поглављу под карактеристичним насловом "Disaster at Lopare".
У истом извештају 1.586 убијених партизана. Извештај дивизије о 3.000 убијених партизана командант V СС корпуса Флепс оценио је као велико претеривање. Накнадни извештај од 18. јуна проценио је партизанске губитке на чак 9.538 људи, од чега 4.526 погинулих.
Јединице НОВЈ које су учествовале у борбама око Лопара (Прва и Друга војвођанска и Седамнаеста мајевичка бригада) пријавиле су сопствене губитке од укупно 256 избачених из строја (59 погинулих, 165 рањених и 32 нестала).